# Direction générale de la Fiscalité et de l'Union douanière
La direction générale de la Fiscalité et de l'Union douanière (DG TAXUD) est un département de la Commission européenne. Il gère, défend et développe l'union douanière en tant qu'élément essentiel de la protection des frontières extérieures de l'Union européenne. Il coordonne également la politique fiscale dans l’ensemble de l’Union européenne.

## Structure

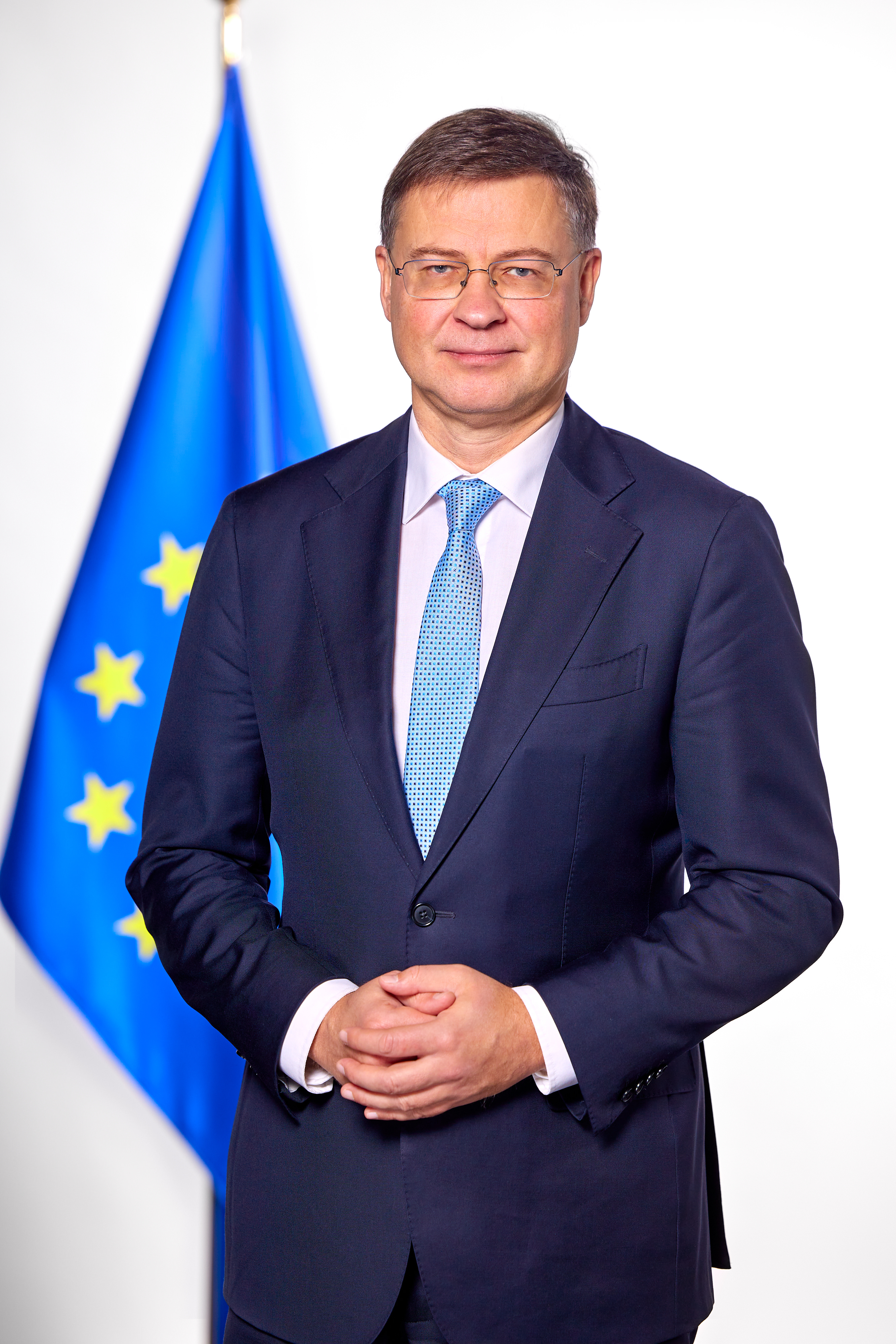
Valdis Dombrovskis, commissaire européen à l'Économie et à la Productivité depuis le 1er décembre 2024.

La direction générale est actuellement organisée en cinq directions: 
- Direction A : Douanes
- Direction B : Mise en œuvre numérique des politiques douanières et fiscales
- Direction C : Fiscalité indirecte et administration fiscale
- Direction D : Fiscalité directe, Coordination fiscale, Analyse et évaluation économiques
- Direction E : Affaires internationales et générales

Le département est dirigé par le directeur général grec Gerassimos Thomas. Depuis janvier 2022, il est épaulé par un conseiller principal pour la Coordination de la Stratégie et de l'Analyse Economique.
Auparavant, la Direction générale était organisée en cinq directions suivantes: 
- Direction A : Politique douanière, législation, tarif
- Direction B : Sécurité et sûreté, facilitation des échanges et coordination internationale
- Direction C : Fiscalité indirecte et administration fiscale
- Direction D : Fiscalité directe, Coordination fiscale, Analyse et évaluation économiques
- Direction E : Ressources et affaires internationales